# Monumento a Goethals
El Monumento dedicado a la memoria de George W. Goethals o monumento a Goethals se encuentra cercano al frente de las escalinatas que van hacia lo alto del Edificio de la Administración del Canal en Balboa en la ciudad de Panamá, República de Panamá.

## Descripción

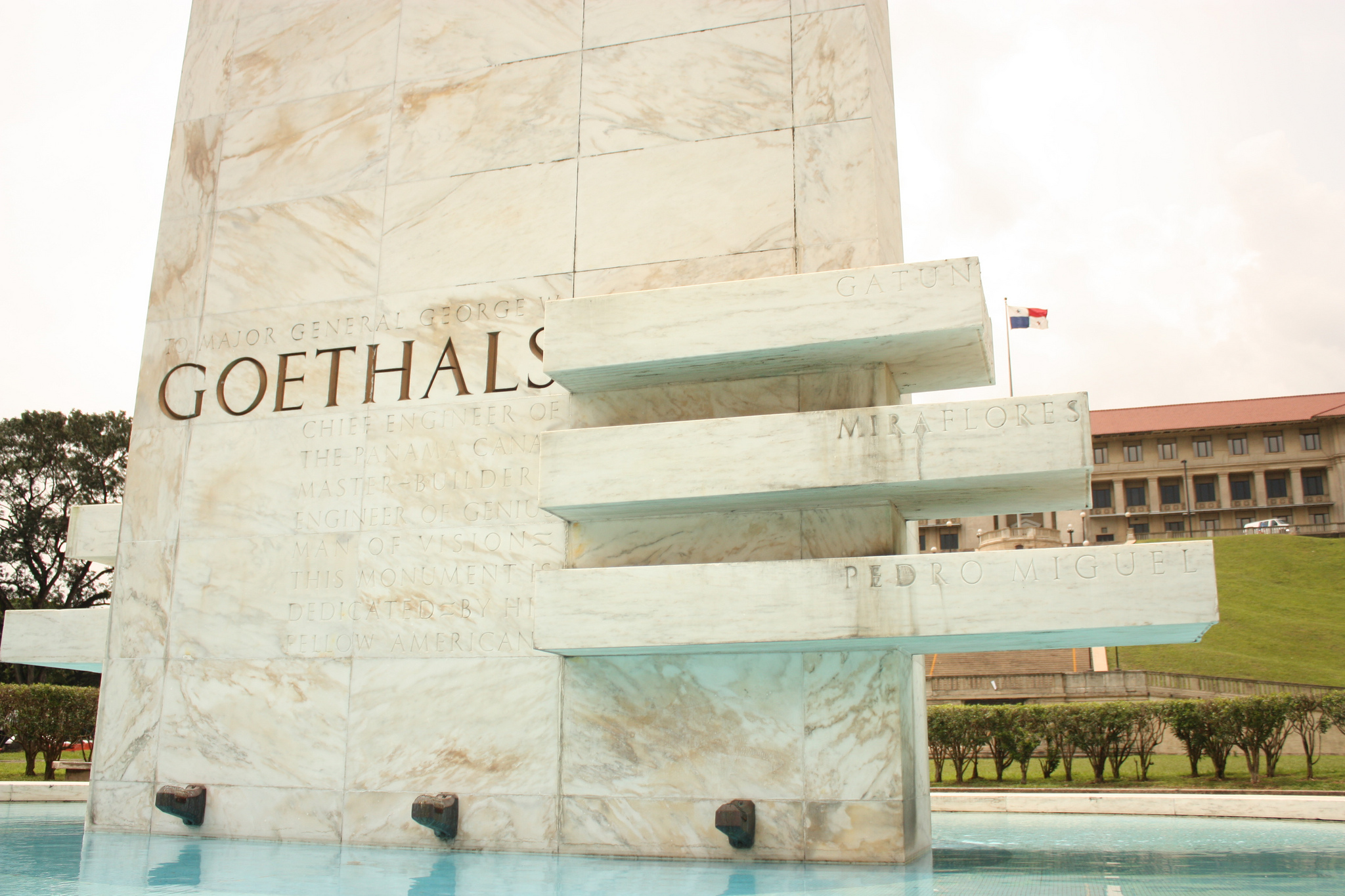
Inscripción del Monumento a Goethals.

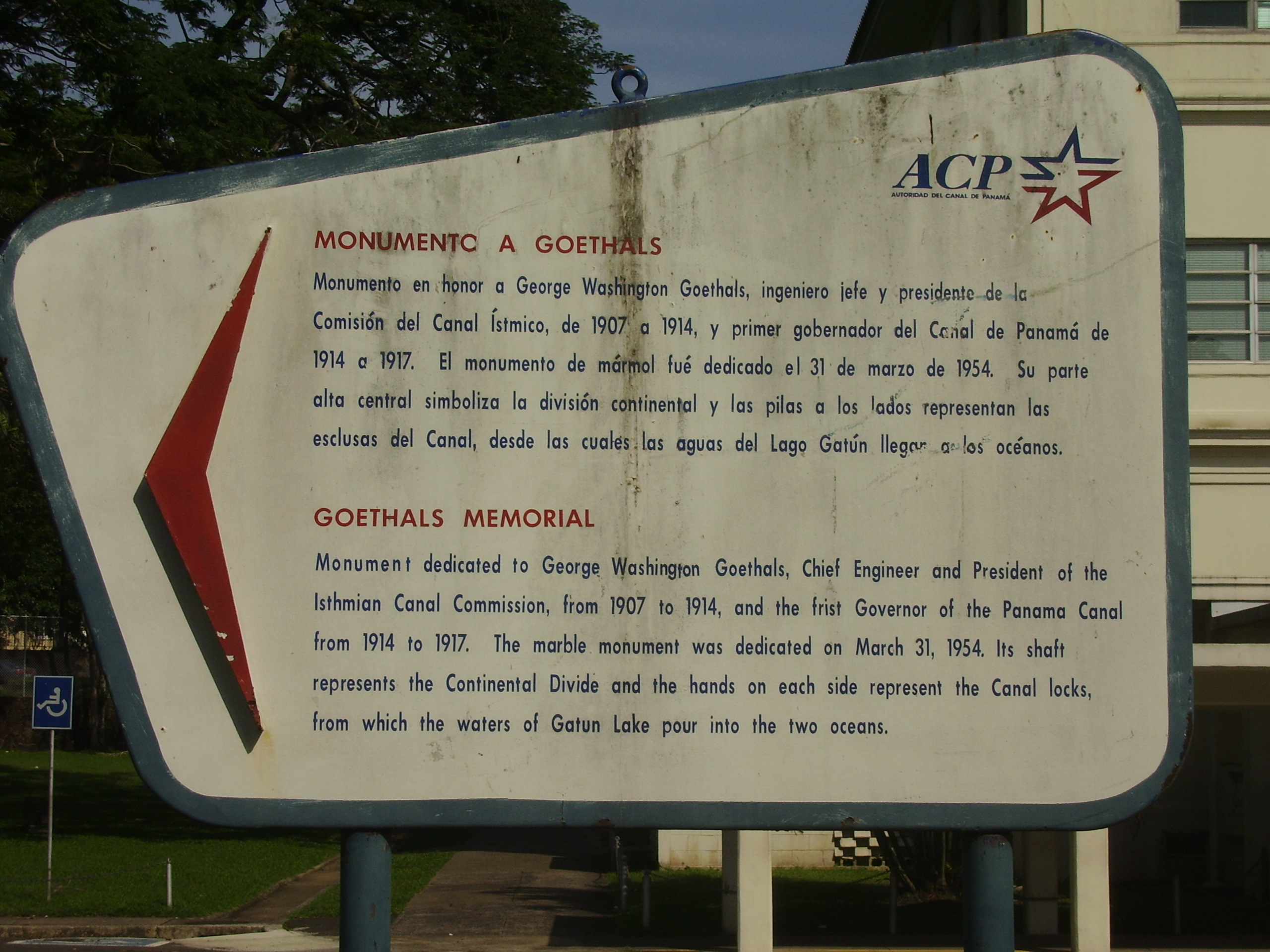
Información del monumento a Goethals.

Fue diseñado por el arquitecto Alfred Shaw, y construido en mármol por la empresa Constructora Martinz de Panamá.
El monumento es de mármol y fue dedicado el 31 de marzo de 1954. Su parte alta central simboliza la división continental y las pilas a los lados representan las esclusas del Canal, desde las cuales las aguas del Lago Gatún llegan a los océanos.
El monumento tiene la siguiente inscripción:

Al mayor general George W.
Goethals
Ingeniero Jefe del
 Canal de Panamá
Maestro~constructor≈
ingeniero genial
hombre de visión.
Este monumento es
dedicado≈por sus
compatriotas